# Jan Hrbatý
Pour les articles homonymes, voir Hrbatý.
Jan Hrbatý, né le 20 janvier 1942 à Stražisko et mort le 23 juillet 2019 à Jihlava, est un joueur tchécoslovaque de Hockey sur glace.

## Carrière
Jan Hrbatý obtient une médaille d'argent aux Jeux olympiques d'hiver de 1968 de Grenoble.